# Syrisca arabs
Espèce
Syrisca arabs est une espèce d'araignées aranéomorphes de la famille des Miturgidae.

## Distribution
Cette espèce est endémique du Soudan du Sud,. Elle se rencontre vers Gondokoro.

## Description
Les femelles subadultes mesurent de 12 à 15 mm.

## Publication originale
- Simon, 1906 : Ergebnisse der mit Subvention aus der Erbschaft Treitl unternommenen zoologischen Forschungsreise Dr F. Werner's nach dem ägyptischen Sudan und Nord-Uganda. VII. Araneida. Sitzungsberichte der Kaiserlichen Akademie der Wissenschaften, Mathematisch-naturwissenschaftliche Klasse, Wien, vol. 115, p. 1159-1176 (texte intégral).